# Мокум

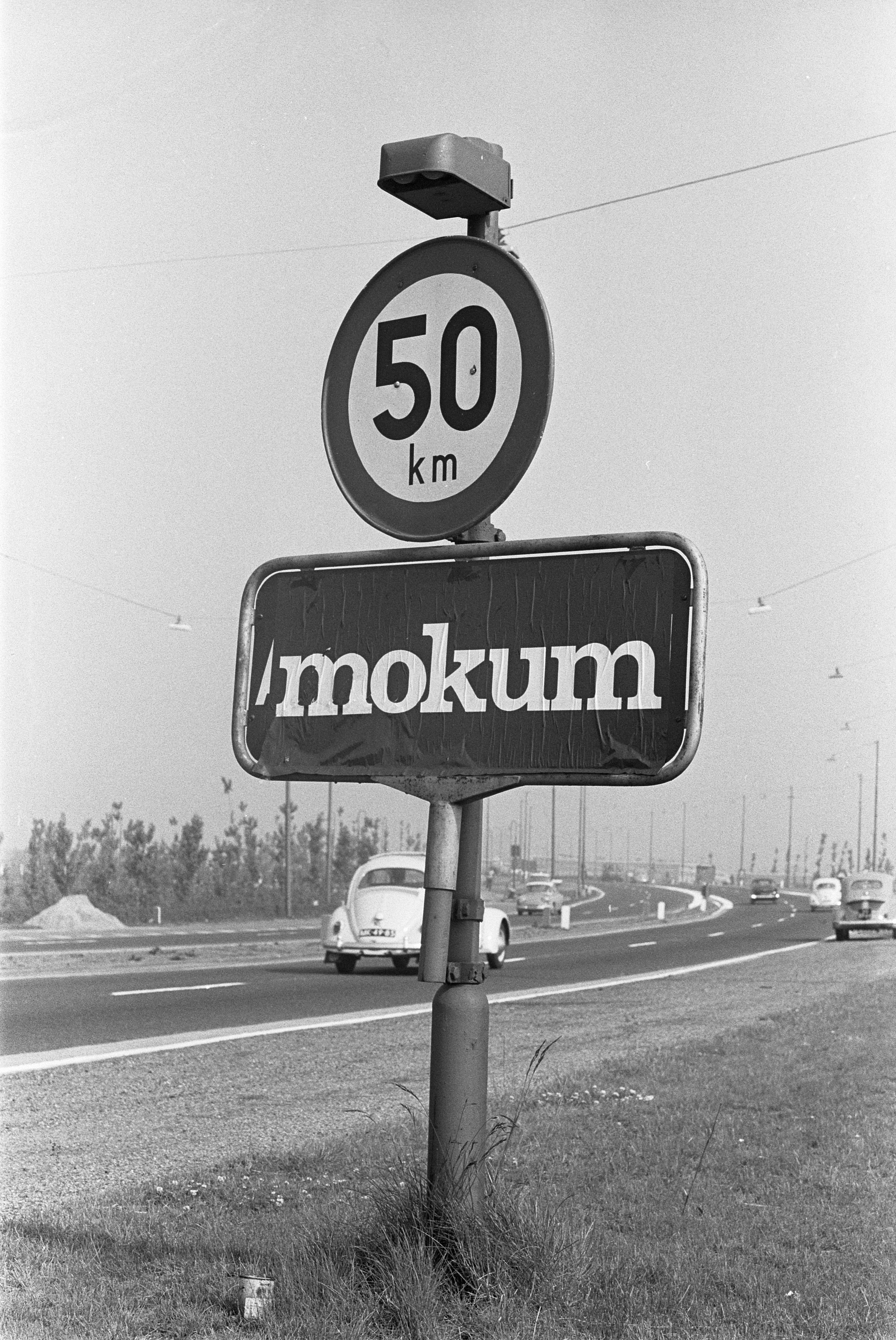
Стікер «Мокум» наклеєний на знак «Амстердам» під знаком обмеження швидкості при в'їзді в місто в 1963 році.

Мокум (з їд. מקום – "місце", "безпечний притулок") – неформальне прізвисько Амстердама серед місцевих жителів. Походить від івритського слова маком (з івр. מקום – "місце").

## Походження терміна
| Місто     | Їдиш        | Переклад |
| --------- | ----------- | -------- |
| Амстердам | Мокум Алеф  | Місто А  |
| Берлін    | Мокум Бет   | Місто Б  |
| Делфт     | Мокум Далет | Місто Д  |
| Роттердам | Мокум Реш   | Місто Р  |

В їдиші назва багатьох міст в Нідерландах та Німеччині скорочувалася до Мокум та першої літери в назві міста, транслітерованої з гебрейської абетки . Наприклад, Амстердам називався Мокум Алеф (Місто А), Берлін називався Мокум Бет (Місто Б). Таким чином були названі міста Амстердам, Берлін, Делфт та Роттердам. 

Вже на початку XVII століття євреї з Португалії, центральної та східної Європи почали переселення в Нідерланди. За словами Джудіт Белінфанте, директорки Єврейського історичного музею з 1976 по 1998: 
Довгий час Амстердам був єдиним місцем, куди євреї могли приїжджати без будь-яких обмежень.  
На противагу іншій частині Європи, євреї в Амстердамі мали необмежену свободу в поселеннях, їх не закривали в гетто та не змушували носити розпізнавальні знаки. Таким чином, Мокум, як частина назви міста, означала безпечний притулок для євреїв.

## Сучасне  використання терміна

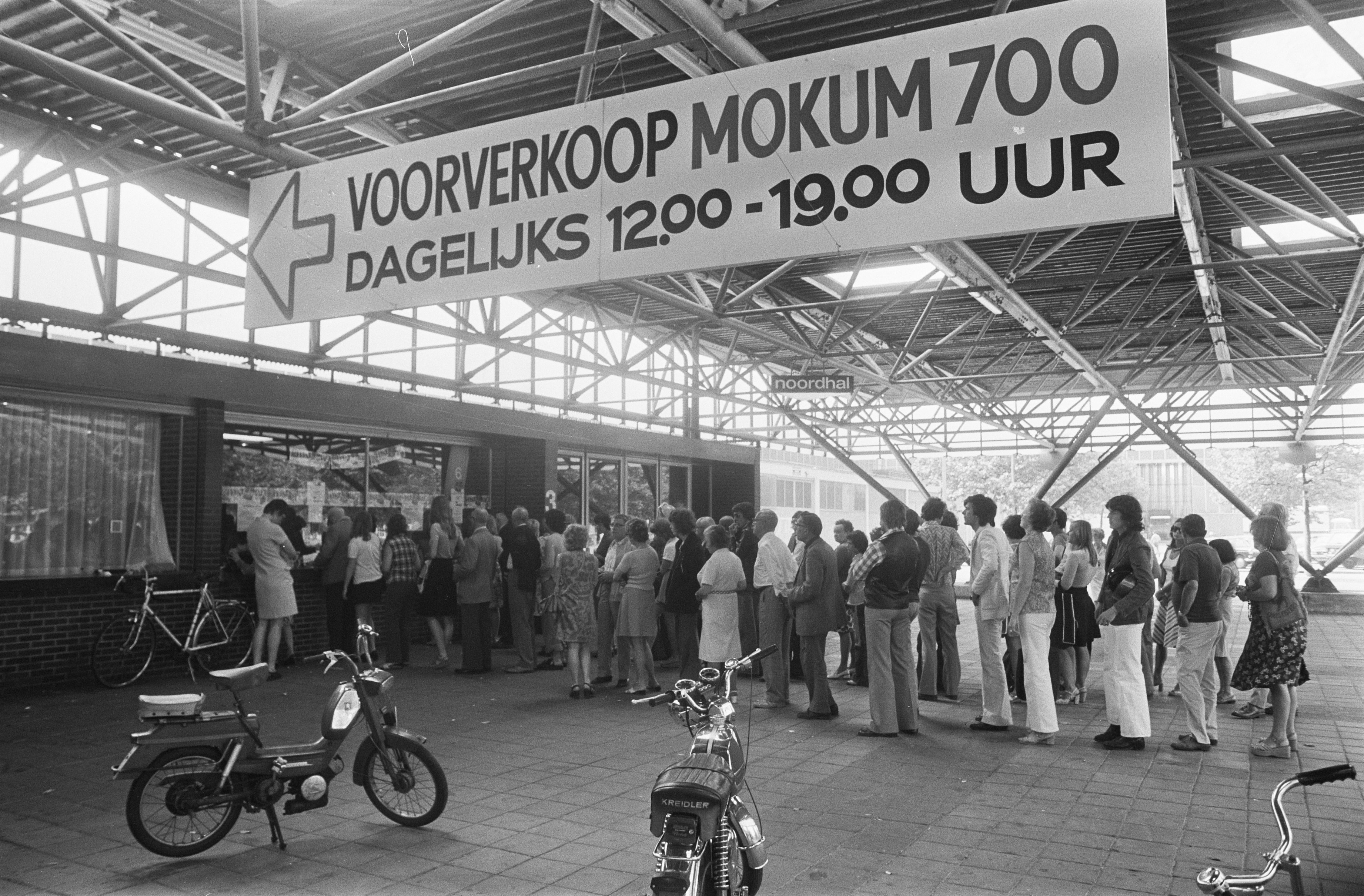
Черга за квитками на виставку Mokum 700 в 1975 році.

Мокум, без слова Алеф, все ще широко викоростовується як прізвисько для міста Амстердам. Спочатку це прізвисько вважалось частиною баргунс (нід. bargoens), формою голландського сленгу, але в XX столітті воно втратило своє негативне звучання і тепер використовується амстердамцями як прізвисько свого міста в сентиментальному контексті.  

### Приклади в популярній культурі
- Дитяча народна пісня Brand in Mokum[nl] (походить від Scotland's Burning[en])
- Mokum 700[nl], експонат у конференц-центрі RAI Amsterdam[en], присвячений святкуванню 700-річчя Амстердама в 1975 році.
- Mama Mokum, пісня про Амстердам Рамзеса Шаффі[en][5].
- Пісня фанів футбольного клубу Аякс (Амстердам) «Johan is the Pride of Mokum».
- Коктельний бар Mokum.
- Ресторан Mr. Mokum.